# Ewa Dilling-Ostrowska
Ewa Władysława Dilling-Ostrowska (ur. 11 kwietnia 1934 we Lwowie, zm. 16 czerwca 2012) – polska lekarka-neurolożka, prof. dr hab., wykładowczyni Akademii Medycznej w Gdańsku.

## Życiorys
W 1957 uzyskała dyplom lekarza medycyny na Akademii Medycznej w Gdańsku, w 1960 - specjalizację I stopnia z neurologii, w 1964 - II stopnia z neurologii dziecięcej. Od października 1964 była asystentką, od 1965 - starszą asystentką Kliniki Chorób Nerwowych AMG. W marcu 1965 obroniła pracę doktorską pt. Analiza wrodzonych zaburzeń mowy i próba wyjaśnienia. W 1970 awansowała na adiunktkę Kliniki Chorób Nerwowych. W kwietniu 1974 habilitowała się na podstawie pracy 
przyczyny ich powstawania Symptomatologia zaburzeń afatycznych w zależności od stopnia dojrzałości układu nerwowego. W tym samym roku objęła funkcję zastępcy kierownika Kliniki
Neurologii Rozwojowej AM w Gdańsku. W październiku 1977 wraz z uzyskaniem stopnia docenta została jej kierowniczką. Tytuł profesorski otrzymała w 1998. Prowadziła wykłady w Podyplomowym Studium Logopedycznym Instytutu Filologii Polskiej Uniwersytetu Gdańskiego. W 1979 przebywała na stażu naukowym w Klinice Neuropsychiatrii Dziecięcej w Berlinie-Lichtenbergu. Wizytowała również ośrodki neurologii dziecięcej w Holandii, Czechosłowacji, Węgrzech i Austrii. Współorganizowała XIII Zjazd Polskiego Towarzystwa Neurologicznego i II Zjazd Polskiego Towarzystwa Neurologów Dziecięcych. W 1987 wzięła udział w III Światowym Kongresie Dysleksji w Chanii na Krecie. W pracy naukowej zajmowała się przede wszystkim afazją i problemami jej rehabilitacji, a także bólom głowy u dzieci, a zwłaszcza migreną dziecięcą. W 1988 prowadziła wspólne badania chorych na podostre stwardniające zapalenie mózgu z naukowcami z Duluth w USA.
W latach 1991–1995 pełniła funkcję wiceprzewodniczącej Polskiego Towarzystwa Neurologów Dziecięcych, od 1978 do 1983 - wiceprzewodniczącej Sekcji Neurologii Rozwojowej przy  Zarządzie Głównym Polskiego Towarzystwa Neurologicznego. Od 1971 do 1981 była sekretarzem Komisji Neurologii Rozwojowej Komitetu Nauk Neurologicznych PAN. W 1992 została  zastępcą redaktora naczelnego „Neurologii Dziecięcej”. Od 1996 należała do redakcji kolegium redakcyjnego „Medical Science Monitor”.
Była odznaczona Krzyżem Kawalerskim Orderu Odrodzenia Polski (2001), Złotym Krzyżem Zasługi (1984), Medalem Komisji Edukacji Narodowej, Medalem za Zasługi dla Gdańska (1975), Medalem z okazji 50-lecia AMG (1995) i Medal im. Profesor Zofii Majewskiej „Za pracę i wielki wkład w rozwój neurologii dziecięcej w Polsce" (1996).
Autorka m.in. podręcznika Zespoły bólowe w neurologii dziecięcej i poradnika Bóle głowy (z Anną Olszewską).
Pochowana na cmentarzu katolickim w Sopocie (kwatera G2-9-10).

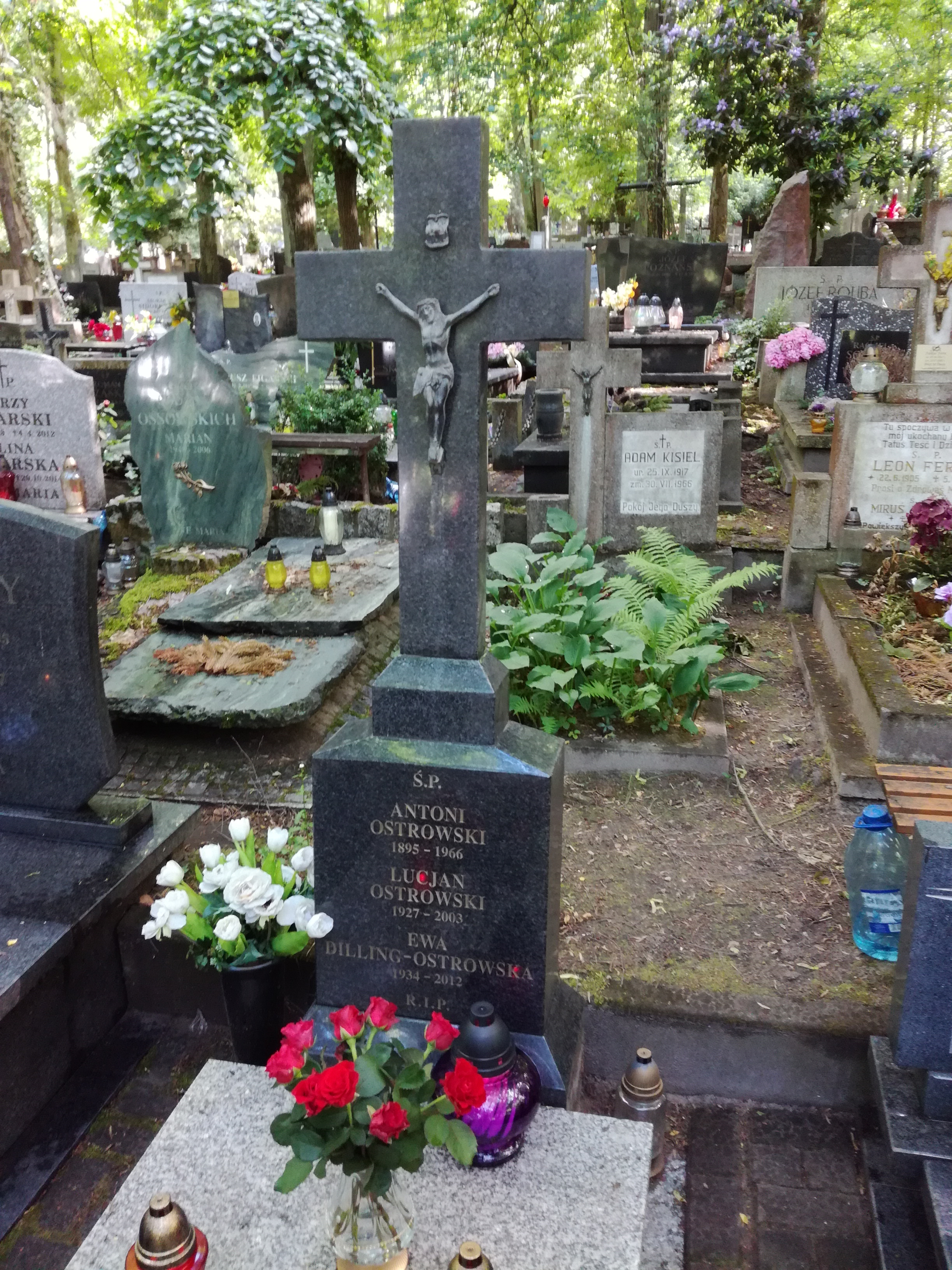
Grób prof. Ewy Dilling-Ostrowskiej na cmentarzu katolickim w Sopocie